# Komunistická strana Ruské federace
Komunistická strana Ruské federace (rusky Коммунисти́ческая па́ртия Росси́йской Федера́ции, КПРФ) je ruská komunistická strana s parlamentním zastoupením. Vznikla roku 1993. Předsedou strany je Gennadij Zjuganov.

## Charakteristika a zapojení do politického systému
KSRF bývá považována [kým?] za nástupce Komunistické strany Sovětského svazu. Hlásí se k marxismu a leninismu. Mezi kontroverzní návrhy patří například návrh na rehabilitaci Stalina. V roce 2006 vykazovala na 184 000 členů, avšak roku 2015 jen okolo 160 000.
KSRF skládá se z regionálních poboček. Nejvyšší úřad-regionální výbor, výkonný úřad-předsednictvo výboru, a také kontrolní a revizní komise. Vedoucí-první tajemník.
Strana kolem sebe soustřeďuje elektorát přesahující 10 % (nejsilněji na jihu Ruska a v moskevské oblasti). Voliče tvoří především nejchudší ruské obyvatelstvo, žijící hlavně na venkově. KRSF ve svém programu klade důraz na sociální jistoty (bezplatné školství a zdravotnictví, rozvoj venkova, dostupné bydlení pro každého, zvyšování mezd a důchodu, zvýšení daní pro nejbohatší vrstvu obyvatelstva), dále chce znárodnit velké podniky, bojovat proti korupci a politické mafii. Na mezinárodní scéně chce politicky bojovat a podporovat zbrojení proti západní Evropě a USA. Reprezentanti KSRF byli přítomni na konferenci opozičních protikremelských skupin (Jiné Rusko). Strana je součástí Svazu komunistických stran - Komunistické strany Sovětského svazu (sdružuje komunistické strany z ex-sovětských republik), udržuje kontakty i s dalšími komunistickými stranami, například Vojtěch Filip navštívil její demonstraci k výročí VŘSR.
V únoru 2022 strana podpořila vojenskou invazi na Ukrajinu a Zjuganov ji označil za nezbytnou, ačkoliv někteří jednotliví představitelé strany se postavili proti invazi.

## Volební výsledky

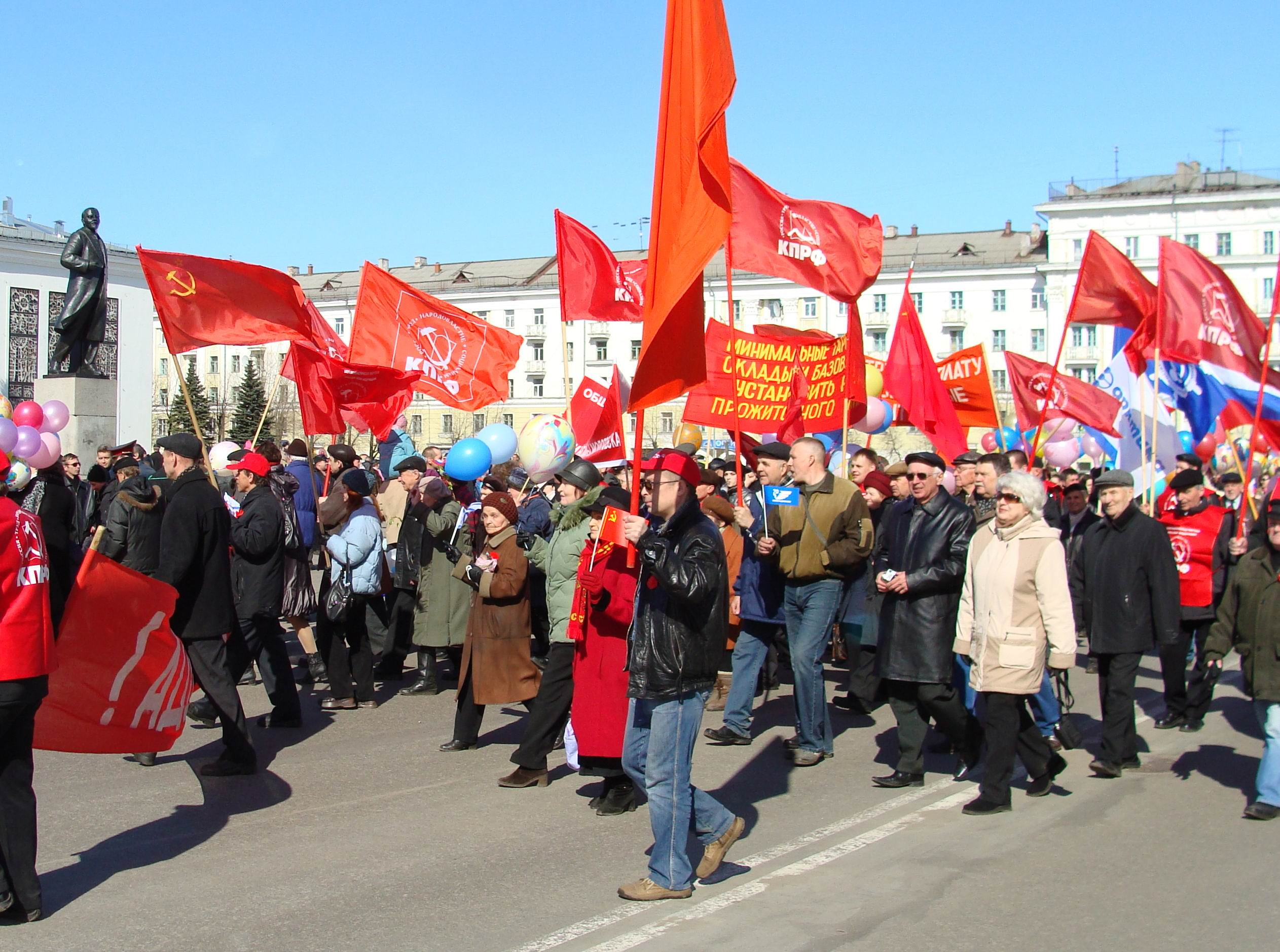
Komunistická manifestace na Prvního máje 2009

### Státní Duma
| Volby | Hlasy      | %     | mandáty |
| ----- | ---------- | ----- | ------- |
| 1995  |            | 22,30 | 157     |
| 1999  |            | 24,29 | 90      |
| 2003  | 7 647 820  | 12,61 | 52      |
| 2007  | 8 080 688  | 11,63 | 57      |
| 2011  | 12 599 507 | 19,19 | 92      |
| 2016  | 7 019 752  | 13,34 | 42      |
| 2021  | 10 660 599 | 18,93 | 57      |

### Prezidentské volby
| Volby | Kandidát           | Počet hlasů | %     | Počet hlasů | %    |
| ----- | ------------------ | ----------- | ----- | ----------- | ---- |
| 1996  | Gennadij Zjuganov  | 24 211 686  | 32,0  | 30 113 306  | 40,3 |
| 2000  | Gennadij Zjuganov  | 21 928 468  | 29,2  |             |      |
| 2004  | Nikolaj Charitonov | 9 513 313   | 13,69 |             |      |
| 2008  | Gennadij Zjuganov  | 13 243 550  | 17,72 |             |      |
| 2012  | Gennadij Zjuganov  | 12 318 353  | 17,18 |             |      |
| 2018  | Pavel Grudinin     | 8 659 666   | 11,77 |             |      |